# Puerto de Ciudad Real

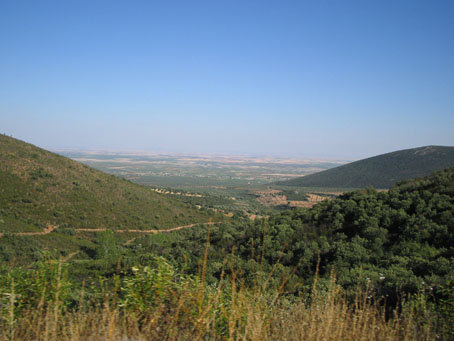
Vista desde el puerto de los Santos hacia el sur.

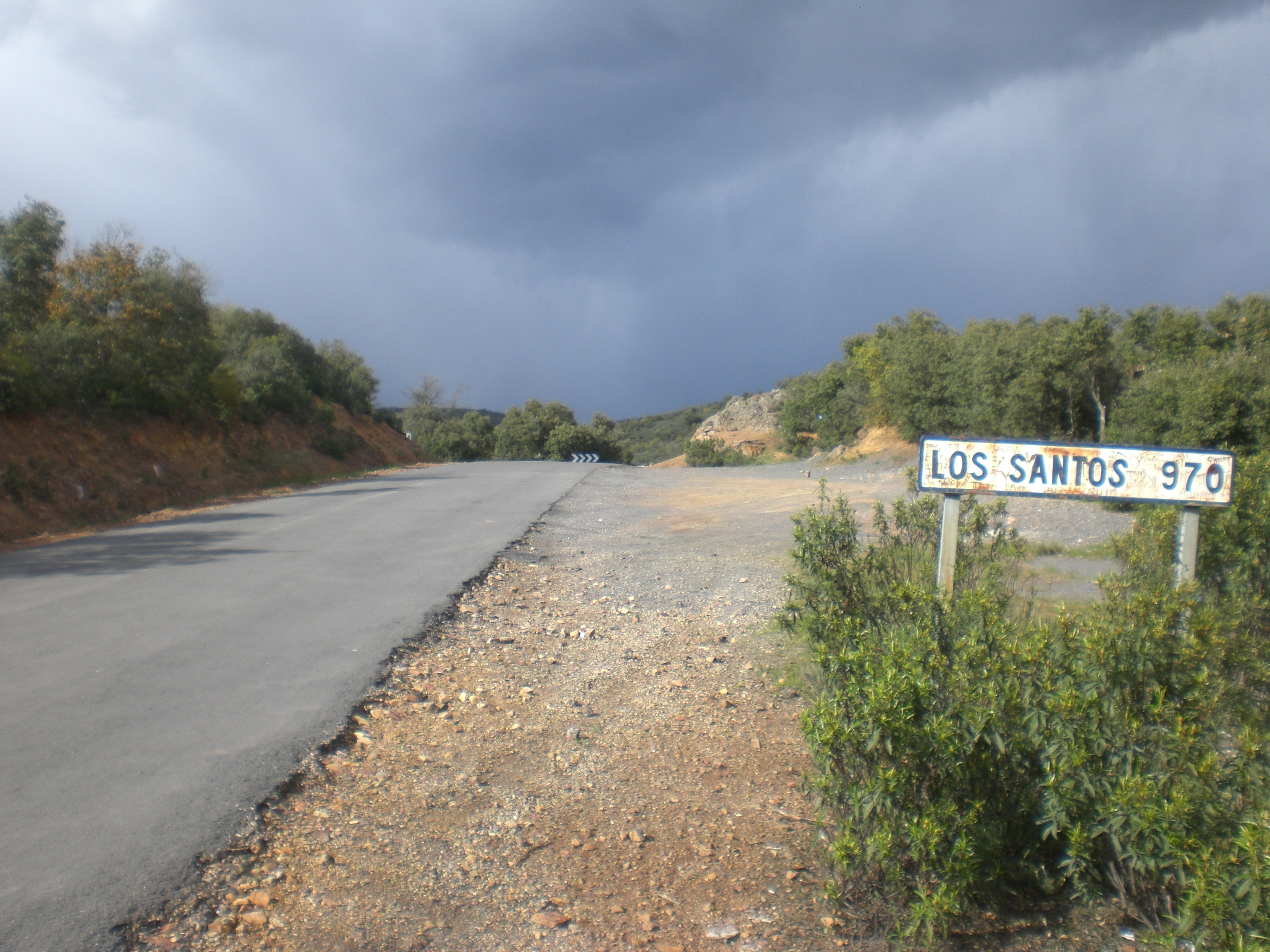
Puerto de los Santos.

Se le llama Puerto de Ciudad Real a dos puertos de montaña situados en las provincias españolas de Toledo y Ciudad Real llamados:
- Puerto de Ciudad Real
- Puerto de los Santos

También es llamado de esta última manera.
Los puertos son paso obligado para ir del municipio toledano de Urda al municipio de la provincia de Ciudad Real llamado Villarrubia de los Ojos.

## Altitud
La altitud de los puertos es:
- Los Santos: 970 m s. n. m.
- Ciudad Real: entre 1050 y 1150 m s. n. m.

No son alturas muy altas, tan solo se suben unos 340 m desde el municipio de Urda hasta el puerto de Ciudad Real, en la provincia de Toledo a pesar de su nombre.
Y tan solo se suben unos 350 m desde el municipio de Villarrubia de los Ojos hasta el puerto de los Santos.
- Altitud en el recorrido

Se comienza en Urda a unos 760 m s. n. m., se llega al punto más alto del recorrido ya en lo alto del puerto de Ciudad Real, unos 1.100 m, todo este trozo del recorrido en la provincia de Toledo, se comienza a descender hasta unos 650 m, y al atravesar la sierra Luenga en una especie de pequeñísimo puerto que no alcanza ni 700 m, entre montañas, tanto por sur, por este, por norte y por oeste que rondan los 1000 m, entramos en la provincia de Ciudad Real, tan solo unos kilómetros después se sube al puerto de los Santos, donde se disfrutan unas bellísimas vistas hacia el Campo de San Juan, a unos 970 m de altitud y a unos 350 m de las llanuras en vertical.
Se comienza el descenso, hasta los 620 m de altitud aproximadamente que hay en Villarrubia de los Ojos, donde se termina el recorrido.

## Fauna
Zonas bajas del puerto
En las zonas bajas del puerto podremos encontrar urraca, perdiz roja, currucas, el habilidoso y astuto zorro, romeros, jara pringosa, jaguarzo blanco, madroños con sus vistosos frutos, lagarto ocelado, culebra de escalera con su depredador el águila culebrera, conejo de monte, etc. 
Dehesas entre los 2 puertos
Tórtola común, paloma torcaz, lagartijas, topillos, musarañas y mamíferos tan fieros como las pequeñas comadrejas que, a pesar de sus tan solo 200 g de peso (machos), es uno de los mamíferos más agresivos que se conocen; el torvisco en el borde de los caminos, con sus llamativas flores primaverales, etc. 
Zonas más altas del puerto
Jabalí, el venado, el escaso y escurridizo corzo, el murciélago; tambiénde noche a la jineta, dando buena cuenta de palomas, urracas, lirones caretos, etc, el búho real, el gran duque; sin olvidarnos de buitre leonado, el buitre negro y la majestuosa águila imperial surcando nuestros cielos, etc.
Hay muchísimas más especies.

## Vegetación
En el puerto podemos encontrar sobre todo encinares, casi todo el puerto está acompañado por esta especie, y también por algunos pinares aislados y alguna que otra especie arbórea.
En cuanto a matorrales son subseriales, también hay formaciones arbustivas y subarbustivas.
Entre los 2 puertos podemos encontrar algunos cultivos aislados.

## Distancia
La distancia entre ambos puertos es de 31 km
Como la velocidad máxima oscila entre los 20 km/h en los tramos con más curvas y los 50 km/h, el recorrido dura bastante tiempo.

## Vistas
Hay muy buenas vistas a llanuras y dehesas en los puertos.
- Puerto de Los Santos

Las vistas desde este puerto hacia el norte son algunas dehesas y montañas que rondan los 1000 m de altura, se ve una especie de valle, aunque no también como en el puerto de Ciudad Real hacia este mismo lugar.
Este puerto hacia el sur tiene unas buenísimas vistas del Campo de San Juan, con sus llanuras y sus verdes, amarillos... cultivos y al fondo pueden verse las montañas de Despeñaperros.
- Puerto de Ciudad Real

El Puerto de Ciudad Real tiene unas bellas vistas hacia el norte, que la localidad de Urda, y todas las llanuras de la provincia de Toledo.
Hacia el sur tiene unas bellas vistas de las montañas con una altura media de 1000 m de la Sierra de la Calderina y de la serranía de Luenga, y en el medio del Puerto de Ciudad Real y esas montañas, ambos lugares con sus picos a más de 1000 m, se abre una especie de valle, con verdes dehesas y praderas.

## Sucesos
El 18 de diciembre de 2005, mientras unos niños jugaban por la zona, encontraron tres merenderas bomba que había dejado ETA en el verano después de haber explosionado otras dos en la A-4 a la altura de Puerto Lápice (a escasos kilómetros) y en la A-5.

## Entorno
El entorno lo forman serranías como:
- Sierra de la Virgen (máxima altura 1.212 m)
- Sierra del Reventón
- Sierra Luenga
- Sierra Morrones (máxima altura 1.202 m)
- Sierra de la Cueva

Todas ellas pertenecen a la Sierra de la Calderina que abarca desde Malagón hasta Puerto Lápice formándose en ella estas pequeñas serranías.
la Sierra de la Calderina pertenece al ecosistema de los Montes de Toledo, que abarca todo el sur de la provincia de Toledo y el norte de la provincia de Ciudad Real.